# Renny Grames
Renny Grames (* in Tokio, Japan) ist eine US-amerikanische Schauspielerin und Personal Trainerin. Bis 2012 wurde sie manchmal im Abspann auch als Renny Richmond geführt.

## Karriere
Grames wurde in Tokio, der Hauptstadt Japans geboren, wuchs aber in New Jersey auf. Allerdings kehrte sie später nach Japan zurück und verlebte dort einige Jugendjahre. Sie machte ihren Bachelor of Fine Arts und anschließend studierte sie im Circle in the Square Theatre in Midtown Manhattan, New York City. Neben ihrer Schauspielerei ist sie auch im Fitnessbereich tätig.
2006 war sie im Kurzfilm Portraits zu sehen. Nach dreijähriger Auszeit von der Filmbranche war sie im Jahr 2009 in gleich drei Kurzfilmen – Kingdom of Hills, Random und Illusion – zu sehen. Nach dem Grames überwiegend in Kurzfilmen mitwirkte, folgten mit Vamp U und Orcs – Sie kommen, um uns alle zu töten teils größere Rollen in B-Movies.

## Filmografie
- 2006: Portraits
- 2009: Kingdom of Hills
- 2009: Random
- 2009: Illusion
- 2010: King and Prince
- 2011: Session 1138
- 2011: The Wayshower
- 2011: Vamp U
- 2011: Orcs – Sie kommen, um uns alle zu töten (Orcs!)
- 2011: It’s Called Acting, Ed
- 2012: Peloton
- 2013: Bilet na Vegas
- 2013: Dear Dumb Diary
- 2013: Friend Request
- 2014: K-9 Adventures: Legend of the Lost Gold
- 2014: The Mentor
- 2014: The Christmas Dragon
- 2014: Christmas Under Wraps
- 2015: Riot
- 2015: Just Let Go
- 2017: Love Kills – It Was All a Big Fantasy (Fernsehserie)